# L'Étang-Salé
L'Étang-Salé è un comune francese di 13 690 abitanti situato nel dipartimento d'oltre mare di Réunion.

## Photos

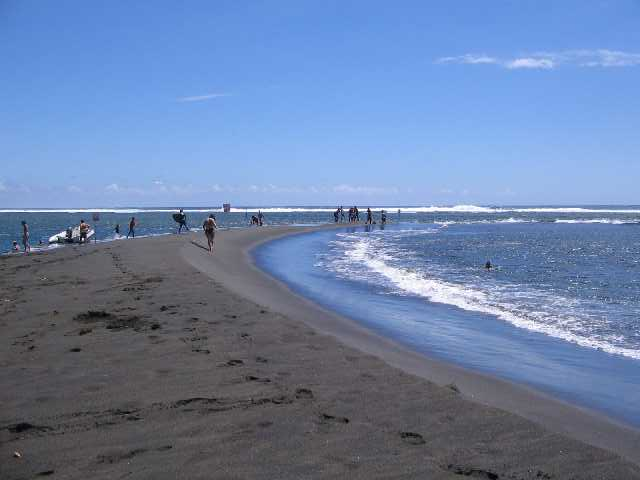
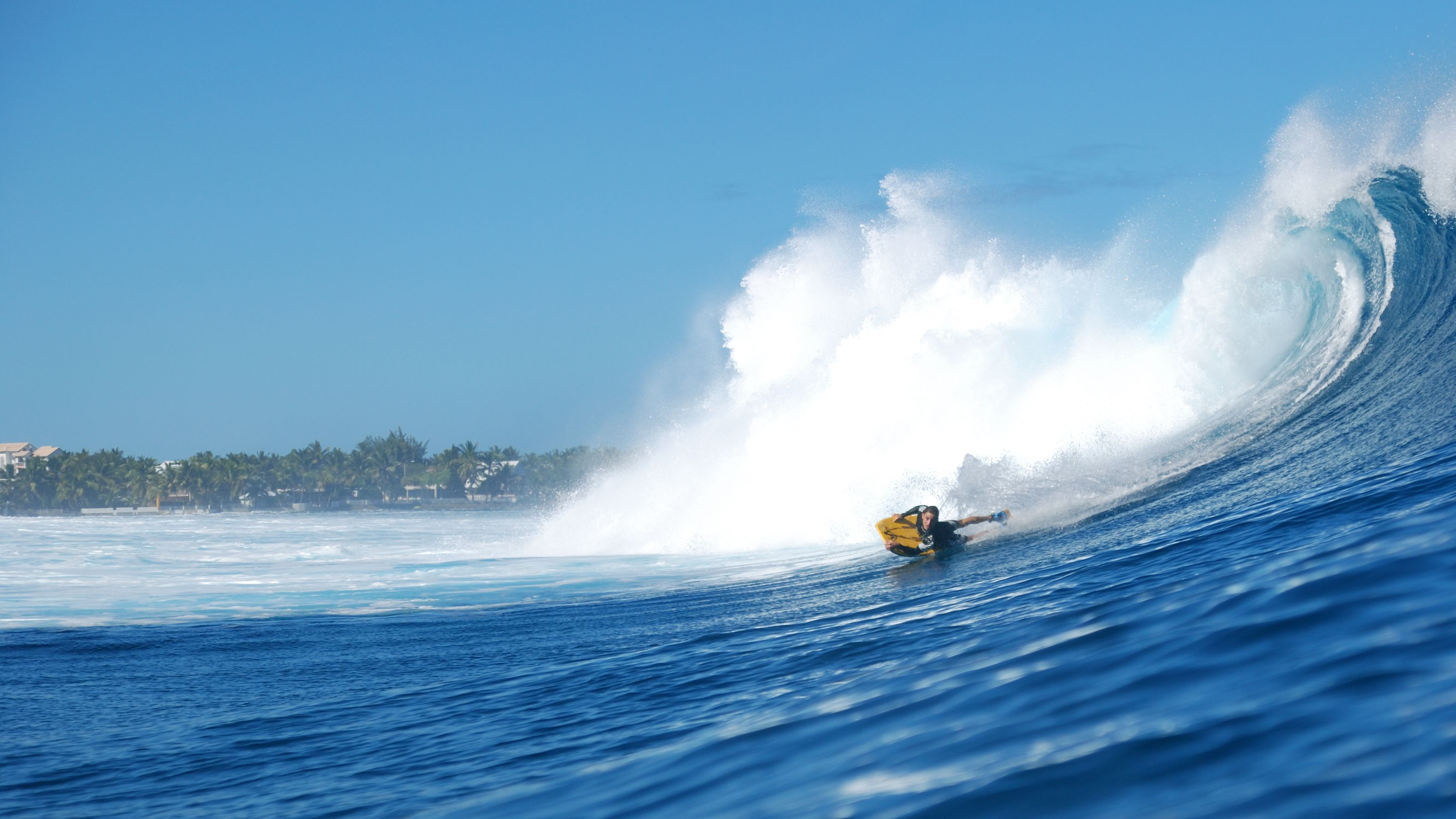
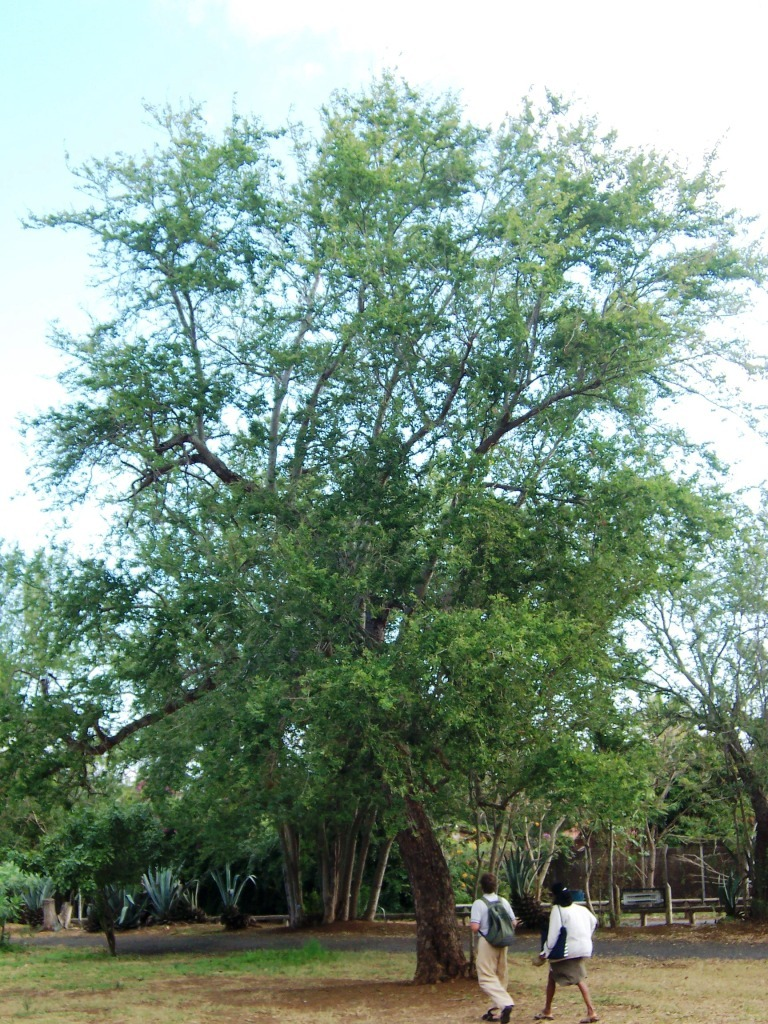
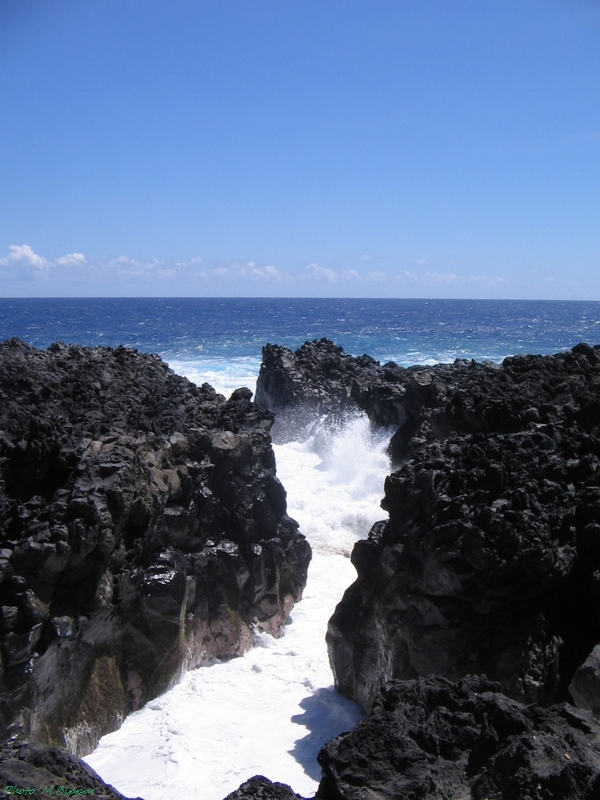